# 뢰머 (잔)

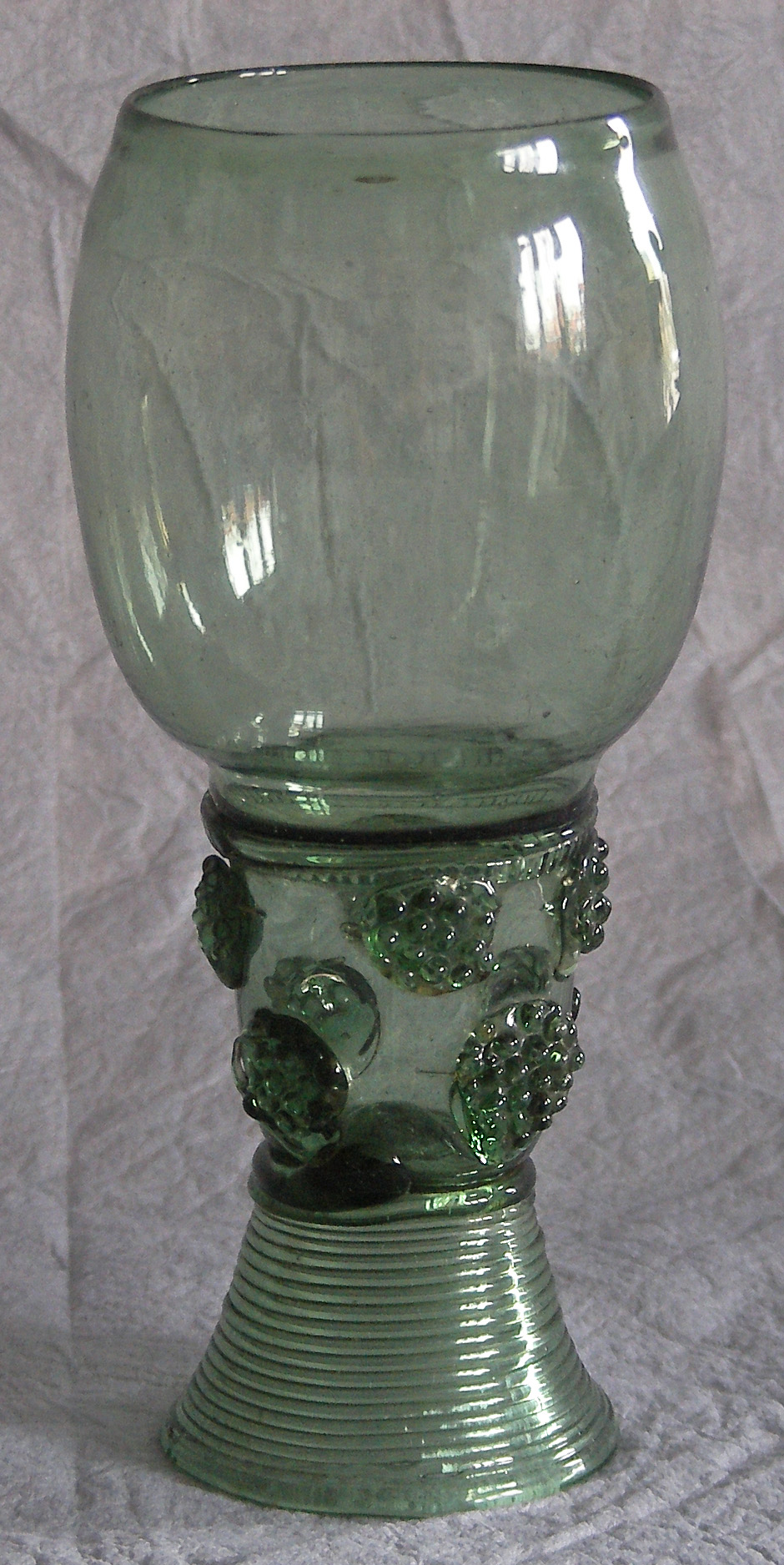
뢰머

뢰머(독일어: Römer,네덜란드어: Roemer,영어: Rummer)란 운두가 높은 포도주잔이다. 몸체의 윗부분은 구상, 밑부분은 원통형으로, 원뿔꼴의 대가 달려 있으며, 대개는 장식용 유리가 구워 붙여져 있는 독일의 포도주잔이다.